# Miltiades Manno
Miltiades Manno (n. Pancsova, Imperio austrohúngaro, 3 de marzo de 1879 Budapest, 16 de febrero de 1935) fue un deportista y artista de Hungría; futbolista, remero, pintor, escultor, caricaturista y diseñador gráfico.

## Vida y obras
Milcíades Manno fue un artista activo durante el primer tercio del siglo XX y también un activo deportista que practicó varias disciplinas - natación, atletismo, remo, pero fue en fútbol, ciclismo y  esquí en las que más destacó.
Durante el tiempo que estuvo dedicado al deporte realizó caricaturas. Trabajó como dibujante ilustrador gráfico, fue pintor de retratos, realizó pinturas de cuerpo entero y esculturas, entre otras, de luchadores, que son muy apreciadas.
Como cartelista, trazó páginas de anuncios con las temáticas típicas de su tiempo, con un aspecto sofisticado, bien compuestas, expresivas y potentes.
Descendiente de una familia de emigrantes griegos, desde su juventud en la escuela logró éxitos deportivos en los campeonatos nacionales junior. Como miembro de la Asociación Húngara de Natación Milenio (en húngaro: Magyar Úszó Egyesület), participó activamente en las competiciones nacionales, a lo largo de los años el popular "Milti" fue obteniendo campeonatos.
Fue delantero centro del equipo de fútbol del Club Gimnástico de Budapest (en húngaro: Budapesti Torna Club). Durante las temporadas de 1901 y 1902 fue campeón de Hungría con su equipo y el máximo goleador; también jugó con la selección Nacional de su país. En 1901 anotó 17 goles en 6 partidos, que sigue siendo récord.
Como ciclista, quedó campeón de la carrera Budapest-Siofok, que desde 1998 es la competición ciclista más importante de Hungría.
Obtuvo una medalla de plata en la competición de escultura de los Juegos Olímpicos de Los Ángeles  del año 1932. Fue superado por el estadounidense Mahonri Young (oro) y superó al checo Jakub Obrovský. Presentó la obra titulada "Wrestling-Lucha". Fue su mayor logro personal en el terreno de las artes.
Durante los inviernos participó en las por entonces novedosas competiciones de deportes sobre hielo en el Parque de la Ciudad de Budapest, consiguiendo enseguida buenos resultados y obteniendo diferentes récords en las pruebas de velocidad sobre hielo. Participó en el primer campeonato húngaro de patinaje de velocidad sobre hielo el año 1900; en aquel momento el campeonato establecía que las distancias a cubrir por los corredores eran , como en la competición mundial de 500, 1500, 5000 y 10000 metros. En 1903, defendió los colores de Hungría en Christiania (Oslo), donde obtuvo el segundo premio en el Campeonato de Europa y ganó medallas de bronce en el Campeonato Mundial en San Petersburgo. Más tarde, en 1905, en el Campeonato de Europa de patinaje de velocidad de Davos volvió a ganar la medalla de plata.
Durante los veranos comenzó a participar en competiciones de remo. En 1902 se unió al club de remo Pannonia (en húngaro: Pannonia Evezős Egyletben). Participó en 1906 en el XI campeonato de Hungría para botes de dos remos y en la regata Molsey, faltando dos esloras para vencer a los mejores de Europa. En los Juegos Olímpicos de Estocolmo 1912 era miembro de la formación húngara  masculina de ocho remeros , que fue eliminada en la primera ronda. Ganó en la Silberer Viktor de Viena, participó en la Copa del Danubio de esquifes, obteniendo las victorias , entre otras, en la Höllert Vilmost tres veces , la  "Donauhort" de la Sociedad de Viena y la Gran Emanuel, que es la regata anual de primavera de Viena.
Participó en la Primera Guerra Mundial como soldado de caballería, entre otras, en la batalla de Galitzia; después regresó a su casa para recuperarse de sus heridas. Junto con una delegación militar visitó el campo de batalla en Gorodok, una vez que las tropas de la monarquía recuperaron en 1917 el territorio de Galitzia. Milcíades Manno, que en la vida civil trabajaba como pintor y artista gráfico, como capitán de caballería fotografió la trágica escena de la batalla. Manno, también diseñó la placa que adorna la entrada del cuartel de caballería de Kerepesi, retratando en la placa de bronce el ataque de la caballería liderada por Nemes György.
Su apodo en el mundo de los deportes, Milti, pasó a ser Manno a la hora de firmar sus dibujos y caricaturas. Como artista se había formado en la Academia de Bellas Artes de Múnich y el tema más habitual de sus obras fue el deporte.
El año 1928 Miltiades Manno diseñó el emblema conocido por el nombre de turulmadár (pájaro Tulur), que fue la insignia oficial del departamento de fútbol del Ferencváros Torna Club. El turulmadár (algunos ven un águila) mantiene con las garras un balón de fútbol coronando el escudo de armas del Ferencvaros de franjas verticales verdes y blancas. Este es el escudo específico de la sección de fútbol, siendo el oficial del club el de forma circular. Sin embargo el emblema sigue gozando de cierta popularidad entre los aficionados del club.
Miltiades Manno fue un hombre de ojos alegres, aspecto atlético, bromista y sincero, una persona de humor alegre. A la hora de retratar a los personajes de sus caricaturas les dio un aspecto amable, alegre y chistoso. Durante muchas décadas trabajó para los diarios húngaros, con la misma alegría que corría por las pistas. A menudo, se le preguntó por qué no ir a Estados Unidos, donde sin duda ganaría cientos de miles de dólares con sus dibujos.

¿Qué puedo hacer con él? ... Un poco de buen vino , unos cigarrillos, un par de días de descanso en Nyergesújfalu (tenía una casa de recreo) es suficiente para mí ... ¡y todo el mundo te quiere!"

Y de hecho, todo el mundo le quería.
Después de la caída de la República Soviética Húngara sus carteles de la época han sido difundidos y preservados como un elemento valioso, sin embargo, los rasgos vitales de Manno han sido injustamente olvidados.

## Partidos con la selección nacional
| Fecha               | Lugar    | Adversario       | Resultado | Tipo de encuentro |
| ------------------- | -------- | ---------------- | --------- | ----------------- |
| 11 de abril de 1901 | Budapest | Richmond AFC     | 0 - 4     | amistoso          |
| 12 de abril de 1901 | Budapest | Surrey Wanderers | 1 - 5     | amistoso          |